# SN 2001bz
SN 2001bz – supernowa odkryta 25 marca 2001 roku w galaktyce A153013-0009. W momencie odkrycia miała maksymalną jasność 20,70m.